# Io Sakisaka
Io Sakisaka (咲坂伊緒 Sakisaka Io?) es una dibujante de manga nacida en la Prefectura de Tokio el 8 de junio de 1975. Su signo del zodiaco es Géminis y su tipo de sangre es B. Su obra manga es principalmente de demografía shōjo. 
EL 13 de julio de 2015 se dio a conocer que la autora sería una de las grandes invitadas del XXI Salón del Manga de Barcelona, evento celebrado del 29 de octubre al 1 de noviembre de 2015 en Fira Barcelona - Montjuïc.
Su obra Omoi, omoware, furi, furare fue galardonada con el Premio Shōgakukan en su 63.ª edición, en la categoría "Shōjo".

## Biografía
En el 2000 publicó la historia corta Sakura chill!, y empezó a trabajar para la editorial Shueisha. Desde entonces siempre ha pertenecido a la misma, publicando en su mayoría para la revista Bessatsu Margaret.
Su obra más conocida Strobe Edge, publicada en 2007, le hizo ganar popularidad y abrirse camino en el extranjero, siendo publicada en EE.UU, varios países americanos y gran parte de Europa.
Su obra posterior, Ao Haru Ride ha seguido con la fama de la autora, logrando con su éxito el lanzamiento de una adaptación de anime con doce capítulos y dos OVA.
En el 2013, Sakisaka fue encargada del diseño de los personajes en la película Hal, la cual se estrenó el 8 de junio del mismo año.

## Obra

### Manga
- Call My Name  (2001)

- Watashi no Koibito (私の恋人?) (2002)

- Bye-Bye, Little (バイバイ、リトル?) (2002)

- Kimi bakkari no Sekai (君ばっかりの世界?) (2004)

- Gate of Planet (2005)

- Blue (2006)

- Mascara Blues (マスカラブルース?) (2007)

- Strobe Edge (2007)[4]

- Ao Haru Ride (2011)[5]

- Sono Omokage o Shitteru (その面影を知ってる?) (2013)

- Omoi, omoware, furi, furare (思い、思われ、ふり、ふられ?) (2015)

- Sakura, Saku (2021)

### Anime
- Hal (2013)
- Ao Haru Ride(2014)
- Omoi, Omoware, Furi, Furare (2021)